# Куко, Эстебан
Эстебан Куко (исп. Esteban Kuko; 4 ноября 1907, Буэнос-Айрес — 1 ноября 1966) — аргентинский футболист, нападающий.

## Карьера
Эстебан Куко начал карьеру в клубе «Бока Хуниорс». Он дебютировал в составе команды 20 июня 1926 года в матче с «Альвеаром» (0:0). 3 октября Эстебан забил первый мяч за клуб, поразив ворота «Спортсмана» (2:0). В том же году футболист помог команде выиграть чемпионат страны, а также Кубок Эстимуло. 23 декабря 1928 года Куко участвовал в матче с «Ривер Плейтом», в котором его команда победила со счётом 6:0, а сам форвард забил два гола. Данный результат является рекордным в истории противостояния этих команд. В 1930 и 1931 годах Куко выиграл ещё два чемпионата страны. Последний матч в составе «Хуниорс» футболист провёл 9 апреля 1933 года с «Эстудиантесом» (3:4). А всего за клуб Куко сыграл 111 матчей и забил 31 гол.
В 1934 году Куко стал игроком бразильского клуба «Васко да Гама». В первом же сезоне он выиграл с командой чемпионат штата Рио-де-Жанейро. 19 августа Эстебан забил первый мяч за клуб, поразив ворота «Палестры Италии» (2:1) в розыгрыше Кубка чемпионов штатов Рио-Сан-Паулу, также выигранном «Васко». В 1936 году Куко выиграл свой второй титул сильнейшей команды Рио-де-Жанейро. Аргентинец играл за клуб до 1937 года, забив 13 голов. В 1938 году Куко перешёл в «Баию», где дебютировал 27 марта в матче со «Фламенго» (2:5). В тот же год он помог команде выиграть чемпионат штата. За клуб аргентинец провёл 32 матча и забил 9 голов.

## Международная статистика
| Матчи Эстебана Куко за сборную Аргентины | Матчи Эстебана Куко за сборную Аргентины | Матчи Эстебана Куко за сборную Аргентины | Матчи Эстебана Куко за сборную Аргентины | Матчи Эстебана Куко за сборную Аргентины | Матчи Эстебана Куко за сборную Аргентины | Матчи Эстебана Куко за сборную Аргентины |
| ---------------------------------------- | ---------------------------------------- | ---------------------------------------- | ---------------------------------------- | ---------------------------------------- | ---------------------------------------- | ---------------------------------------- |
| №                                        | Дата                                     | Место проведения                         | Оппонент                                 | Счёт                                     | Голы                                     | Турнир                                   |
| 1                                        | 16 июня 1929                             | Монтевидео                               | Уругвай                                  | 1:1                                      | —                                        | Товарищеский матч                        |

## Достижения
- Чемпион Аргентины: 1926, 1930, 1931
- Обладатель Кубка Эстимуло: 1926
- Чемпион штата Рио-де-Жанейро: 1934, 1936
- Обладатель Кубка чемпионов штатов Рио-Сан-Паулу: 1934
- Чемпион штата Баия: 1938